# HSC J235646.33+001747.3
HSC J235646.33+001747.3 est un quasar hyperlumineux et très lointain de la constellation des Poissons. Il a été découvert en 2019 par une équipe de scientifiques travaillant avec les données du télescope X Subaru. Selon les valeurs de décalage vers le rouge, le quasar se situerait à 12.9 milliards d'al.

## Distance
Lors de la découverte, le télescope Subaru a enregistré un décalage vers le rouge de 7.01, ce qui équivaut à une distance de 12.9 milliards d'années-lumière.

## Désignation
Son nom HSC J235646.33+001747.3 vient de sa découverte par le télescope Subaru avec la Subaru Hyper Suprime-Cam, d'où le nom HSC, suivit des coordonnées enregistrées par le Subaru.

## Propriétés physiques
HSC J235646.33+001747.3 est un quasar hyperlumineux et très distant. Sa magnitude absolue est estimée à -24, cette hyperluminosité du quasar est associée à trou noir ultra-massif siégeant au centre de HSC J235646.33+001747.3, chauffant ainsi les gaz présents à sa périphérie et créant ce fort rayonnement,. Ses luminosités infrarouge et optique ont permis de calculer la masse du trou noir central de HSC J235646.33+001747.3, le résultat des calculs est un trou noir d'une masse de 100 millions de M☉. Sa luminosité infrarouge est aussi le signe que son trou noir central est phase de grossissement rapide, sa masse et sa distance sont encore un exemple de la présence de trou noir très massif au début de l'univers, comme le quasar QSO J0313-1806 et Pōniuā'ena. Comme ces derniers, la galaxie hôte de HSC J235646.33+001747.3 est en proie à une grande formation d'étoiles, et la galaxie serait principalement composée d'étoiles de population III.